# Мега-Лада
Мега-Лада — спидвейный клуб г. Тольятти. Семнадцатикратный чемпион России по спидвею.

## История

### 1967—1993

#### Возникновение и первые победы
В 1967 году при спортивно-техническом клубе ДОСААФ «Куйбышевгидростроя» была создана команда «Жигули», дебютировавшая в чемпионате СССР в классе Б и занявшая в своем первом сезоне 6 место из 12.
На протяжении 6 сезонов (1967—1972) команда 3 раза попадала в призёры второго по статусу спидвейного дивизиона СССР (1968 — 3 место, 1969 — 8 место, 1970 — условно 1 (чемпионат не закончен) 1971 — 9 мес то, 1972 — 1 место), в чём заслуга тренеров Юрия Павловича Петрова и Михаила Петровича Пономарева, а также гонщиков Бориса Бурляева, Анатолия Люкшина, Виктора Савостина, Владимира Чекушева, Олега Морева, Владимира Дагаева, Василия Венедиктова, Александра Гаголина, Александра Голубева, Николая Дубровина, Николая Егорова, Александра Дмитриева.
В 1972 году команду возглавил Борис Михайлович Бурляев, под чьим руководством команда выиграла первенство класса Б, и в 1973 произошёл качественный переход в истории тольяттинского спидвея: команда перешла в Высшую лигу, в результате чего значительно укрепилась её материально-техническая база. Была проведена полная реконструкция стадиона «Строитель», команда получила новые гоночные мотоциклы, были построены двухэтажное здание спортивно-технического клуба, боксы для гонщиков. Особую поддержку команде по-прежнему оказывал Куйбышевгидрострой под руководством Николая Семизорова.
В результате уже в 1975 году были завоёваны бронзовые медали чемпионата СССР, а в 1977 клуб занимает четвёртое место в чемпионате лишь по разнице очков. Костяком команды в 1970-х годах являлись гонщики Николай Дубровин, Иван Сибирев, Виктор Зотов, Владимир Харченко, Михаил Гусев и Валерий Симако.
В результате проведённой модернизации стадиона Тольятти стал принимать спидвейные соревнования высокого уровня: от финала Спартакиады СССР до континентального финала личного чемпионата мира.
Несмотря на хорошую спортивную и материально-техническую базу, «Жигулям» в первой половине 1980-х не удавалось завоевать медали чемпионата СССР: начальнику команды И. В. Кропачёву тяжело было совмещать свою основную деятельность с тренерской работой. В 1986 году тренером стал Анатолий Бондаренко, и команде во второй раз в истории удалось медали первенства СССР — на этот раз серебряные. В составе «Жигулей» блистали Александр Миклашевский, Олег Юдахин, Иван Сибирев, Вячеслав Шарипов, Андрей Волохов, Ринат Марданшин.
Также в 1986 году создается спортивная секция для детей 14—16 лет по подготовке спортсменов для выступления в классе 125 см³. Было принято решение о реконструкции дорожек стадиона «Строитель» для их соответствия международным нормам.

#### Кризис конца 1980-х — начала 1990-х
В 1987 году во многом из-за проблем с материально-технической базой клуб занимает лишь 4 место, а уже в 1988 году команда заняла последнее место Высшей лиги и вылетела в Первую лигу.
В 1989—1990 годах клуб испытывал серьёзные материальные затруднения. Так, В 1989 году в «Жигулях» было лишь 3 взрослых гонщика из 4, помогать им пришлось 4 юниорам, 2 из которых только дебютировали в составе клуба. Ряд гонок команда проводила вообще без запасных игроков. Тем не менее, команда завоевала бронзовые награды чемпионата среди команд 1 лиги в группе «А», в то время как гонщики подросткового клуба «Жигулёнок» (под руководством тренера С. Засыпалова) в 1990 завоевали звания чемпионов СССР в классе мотоциклов с объёмом двигателя 125 см³.
После чемпионата 1990 года вставал вопрос о полном прекращении существования команды. Недостаток новой техники и запчастей к ним во многом стал причиной поражения в решающем матче чемпионата 1991 года, лишив команду медалей.
В 1992 году, в год 25-летия клуба, ситуация ещё ухудшилась: были прекращены поставки новых мотоциклов, с распадом «Куйбышевгидростроя» было прекращено финансирование. Ведущие спортсмены покинули команду, на обращение в горисполком пришёл ответ о «невозможности содержания команды в связи с тяжелым положением городского бюджета». Команда вынуждена была выступать на старой технике только с юниорами в составе и заняла лишь 4 место в группе.

### Новый этап

#### 1990-е
В 1993 году команда обретает спонсора: им становится тольяттинская фирма «Мега-Лада» под руководством известного в городе предпринимателя Алика Гасанова.
В 1993 году команда выступает в составе юниоров Сергея Ерошина, Сергея Чекмарёва, Романа Поважного, С. Бухольцева, а также приглашённого гонщика Сергея Даркина занимает третье место в полуфинале чемпионата, что являлось несомненным успехом, учитывая молодость гонщиков.
В 1994 году благодаря «Мега-Ладе» укрепляется материально-техническая база клуба: закуплены новые мотоциклы и форма, построены новые ангары для мастерских. Для укрепления состава кроме тольяттинских гонщиков за команду выступают Олег Кургускин из г. Элисты, украинские гонщики В. Колодий и А. Лятосинский. Поменялся принцип проведения домашних гонок клуба: каждое соревнование превращалось в общегородской праздник с концертами, лотереями, фейерверками.
1994 год стал для команды годом триумфа. Со значительно укреплённым составом, на новых мотоциклах, при постоянно заполненных трибунах стадиона команда без единого поражения прошла весь чемпионат и за тур до его окончания впервые стала чемпионом России.
В 1995 году команда сменила название на новое — «Мега-Лада» (согласно легенде, название «Мега-Лада» происходит от фамилий основателей фирмы-спонсора: Мещерякова и Гасанова) и вновь заняла 1 место.
В 1996 году финансовое положение команды настолько благополучно, что в чемпионате принимает участие сразу две команды: «Мега-Лада-1» (основа состава-1995) и «Мега-Лада-2» (тольяттинец С. Чекмарев, башкирские гонщики Ф. Калимуллин, Т. Галеев и др.). С приходом в клуб новой команды механиков моторы мотоциклов основательно дорабатываются, надежность техники возрастает. В том же году создана телекомпания ТВТ.
В октябре 1996 от рук киллера погибает владелец клуба Алик Гасанов. «Мега-Лада-1» завоёвывет золото чемпионата в тяжелейшей гонке во Владивостоке, без Сергея Даркина, с травмами Игоря Марко и Сергея Ерошина, сразу после убийства Алика Гасанова. Второй состав занял 4 место.
Благодаря спортивному авторитету команды, а также уровню проводимых в Тольятти соревнований стадион «Строитель» становится местом проведения Континентального полуфинала личного чемпионата мира 1996.
С 1997 года начинается эпоха великого противостояния двух суперкоманд России — «Мега-Лады» и «Лукойла» из Октябрьского. В 1997, 1999 и 2000 верх брали башкирские гонщики, а тольяттинцы довольствовались серебром, но в 1998 золото вернулось в Тольятти.

#### 2000-е
С 2000 года президентом спортивного клуба «Мега-Лада» являлся депутат Самарской Губернской Думы Анатолий Степанов. Команда нашла поддержку в лице администрации области и губернатора Константина Титова.
2001 год ознаменовал собой начало «золотой полосы» гегемонии тольяттинского спидвея в России. «Мега-Лада» 8 раз подряд (с 2001 по 2008) выигрывала чемпионство Командного чемпионата России. Была установлена уникальная семилетняя беспроигрышная серия домашних гонок: со 2 августа 2000 (Мега-Лада — Лукойл 44:46) по 30 августа 2007 года (Мега-Лада — Восток 44:45).
По-прежнему напряженным было соперничество «Мега-Лады» с «Лукойлом»: в 2005 году судьбу чемпионства решили 2 очка в личных встречах, а в 2006 году — 1!
В чемпионский период 2001—2008 за клуб выступает целая плеяда известных российских гонщиков, обеспечивших чемпионство клуба в 2000-х: Сергей Даркин (по 2005), Роман Поважный (по 2005), Олег Кургускин, Сергей Ерошин (по 2003), Сергей Кузин (по 2002) , Владимир Дубинин, Илья Бондаренко, Роман Иванов, Евгений Гомозов, Даниил Иванов, Эмиль Сайфутдинов.
Кроме того, клуб приглашает в качестве легионеров титулованных иностранных гонщиков: чемпионов мира Грега Хэнкока (США), Ники Педерсена (Дания) и Гэри Хэвлока (Великобритания), чемпиона Европы Богумила Бргела (Чехия), призёров серии Гран-При Ли Адамса и Райана Салливана (оба Австралия).
В 2006 году Роман Поважный выступал за «Мега-Ладу» в качестве легионера с польским паспортом.
В 2006 году началась полная реконструкция стадиона «Строитель», устанавливаются новые крытые трибуны, стадион стал одним из лучших в Европе. В 2006 году в Тольятти была создана Областная детско-юношеская спортивно-техническая школа по спидвею.
Однако в 2008 году подвергается бандитскому нападению президент клуба Анатолий Степанов. После смерти Степанова в 2009 году команда снова испытывает серьёзные проблемы с финансированием: отказывается от участия в международных соревнованиях, теряет лучшего гонщика России — Эмиля Сайфутдинова. Руководителем клуба стал вице-президент Алексей Степанов, сын Анатолия Степанова.
В сезонах 2009—2011 клуб оказался не в силах бороться за чемпионство с СК «Турбина» и СК «Восток» и довольствовался бронзовыми медалями, однако заметна и положительная тенденция: в чемпионате 2011 Мега-Лада, усиленная Артемом Лагутой — участником серии Гран-При, навязывала вышеупомянутым клубам серьёзную борьбу, и судьбу встречи решало буквально несколько очков.
В 2012 г. команда уступила лишь в выездной встрече с СК «Турбина» и завоевала серебряные медали. В 2013 г. команда усилилась перспективным гонщиком Александром Локтаевым и спустя 5 лет выиграла чемпионат страны. В 2014 г., несмотря на уход из команды в 2014 г. Артема Лагуты, Мега-Лада, усиленная легионером Мартином Вацуликом, отстояла чемпионский титул.
В 2015 году клуб покинули гонщики Александр Локтаев и Виктор Кулаков, в итоге клуб остался на третьей строчке турнирной таблицы.
С 2009 года в Тольятти проводится Мемориал Анатолия Степанова, собирающий лучших гонщиков России и мира. В феврале 2010 года стадион «Строитель» переименован в Спортивно-технический комплекс имени Анатолия Степанова.

## Руководство
- 1967—1993 Куйбышевгидрострой
- 1993—2000 Алик Гасанов и Оксана Лабинцева — президент группы компаний «Мега Лада».
- 2000—2008 Анатолий Степанов — депутат Самарской Губернской думы, в прошлом Глава Администрации Центрального района, Тольятти.
- 2009 — н.в. Алексей Степанов — сын, депутат Тольяттинской городской думы.

## Статистика выступлений
| Жигули    |                     |                                             |    |
| 1967      | Юрий Петров         | Чемпионат СССР, класс Б                     | 6  |
| 1968      | Михаил Пономарёв    | Чемпионат СССР, класс Б                     | 3  |
| 1969      | Михаил Пономарёв    | Чемпионат СССР, класс Б                     | 5  |
| 1970      | Михаил Пономарёв    | Чемпионат СССР, класс Б, 2 зона             | 1* |
| 1970      | Михаил Пономарёв    | Чемпионат СССР, переходный турнир           | 3  |
| 1971      | Михаил Пономарёв    | Чемпионат СССР, класс Б, 1 зона             | 5  |
| 1972      | Борис Бурляев       | Чемпионат СССР, класс Б, 2 зона             | 1  |
| 1972      | Борис Бурляев       | Чемпионат СССР, класс Б, финал              | 1  |
| 1973      | Борис Бурляев       | Чемпионат СССР, класс А                     | 6  |
| 1974      | Борис Бурляев       | Чемпионат СССР, класс А, Высшая лига        | 4  |
| 1975      | Борис Бурляев       | Чемпионат СССР, Высшая Лига                 | 3  |
| 1976      | Борис Бурляев       | Чемпионат СССР, Высшая Лига                 | 4  |
| 1977      | Борис Бурляев       | Чемпионат СССР, Высшая Лига                 | 4  |
| 1978      | Борис Бурляев       | Чемпионат СССР, Высшая Лига                 | 5  |
| 1979      | Борис Бурляев       | Чемпионат СССР, Высшая Лига                 | 6  |
| 1980      | Борис Бурляев       | Чемпионат СССР, Высшая Лига                 | 7  |
| 1981      | Борис Бурляев       | Чемпионат СССР, Высшая Лига                 | 7  |
| 1982      | Борис Бурляев       | Чемпионат СССР, Высшая Лига                 | 6  |
| 1983      | Иван Кропачёв       | Чемпионат СССР, Высшая Лига, Восточная зона | 4  |
| 1984      | Иван Кропачёв       | Чемпионат СССР, Высшая Лига, Восточная зона | 4  |
| 1985      | Иван Кропачёв       | Чемпионат СССР, Высшая Лига, Восточная зона | 5  |
| 1986      | Анатолий Бондаренко | Чемпионат СССР, Высшая Лига, Восточная зона | 1  |
| 1986      | Анатолий Бондаренко | Чемпионат СССР, финал                       | 2  |
| 1987      | Анатолий Бондаренко | Чемпионат СССР, Высшая Лига                 | 4  |
| 1988      | Анатолий Бондаренко | Чемпионат СССР, Высшая Лига                 | 7  |
| 1989      | Иван Сибирев        | Чемпионат СССР, Первая Лига, класс А        | 3  |
| 1990      | Игорь Дмитриев      | Чемпионат СССР, Первая Лига, класс А        | 4  |
| 1991      | Игорь Дмитриев      | Чемпионат СССР, Первая Лига, класс А        | 4  |
| 1992      | Игорь Дмитриев      | Чемпионат СНГ, 4 группа                     | 4  |
| 1993      | Игорь Дмитриев      | Чемпионат России, 2 группа                  | 3  |
| 1993      | Игорь Дмитриев      | Чемпионат России, 1 полуфинал               | 3  |
| 1994      | Игорь Дмитриев      | Чемпионат России                            | 1  |
| Мега-Лада |                     |                                             |    |
| 1995      | Игорь Дмитриев      | Чемпионат России                            | 1  |
| 1996      | Валерий Лазорко     | Чемпионат России (Мега-Лада-1)              | 1  |
| 1996      | Игорь Дмитриев      | Чемпионат России (Мега-Лада-2)              | 4  |
| 1997      | Игорь Дмитриев      | Чемпионат России                            | 2  |
| 1998      | Игорь Дмитриев      | Чемпионат России                            | 1  |
| 1999      | Игорь Дмитриев      | Чемпионат России                            | 2  |
| 2000      | Игорь Дмитриев      | Чемпионат России                            | 2  |
| 2001      | Игорь Дмитриев      | Чемпионат России                            | 1  |
| 2002      | Игорь Дмитриев      | Чемпионат России                            | 1  |
| 2003      | Олег Кургускин      | Чемпионат России, основной этап             | 1  |
| 2003      | Олег Кургускин      | Чемпионат России, финал                     | 1  |
| 2004      | Олег Кургускин      | Чемпионат России                            | 1  |
| 2005      | Олег Кургускин      | Чемпионат России                            | 1  |
| 2006      | Олег Кургускин      | Чемпионат России                            | 1  |
| 2007      | Олег Кургускин      | Чемпионат России                            | 1  |
| 2008      | Олег Кургускин      | Чемпионат России                            | 1  |
| 2009      | Олег Кургускин      | Чемпионат России                            | 3  |
| 2010      | Олег Кургускин      | Чемпионат России                            | 3  |
| 2011      | Олег Кургускин      | Чемпионат России                            | 3  |
| 2012      | Олег Кургускин      | Чемпионат России                            | 2  |
| 2013      | Олег Кургускин      | Чемпионат России                            | 1  |
| 2014      | Олег Кургускин      | Чемпионат России                            | 1  |
| 2015      | Олег Кургускин      | Чемпионат России                            | 3  |
| 2016      | Олег Кургускин      | Чемпионат России                            | 3  |
| 2017      | Олег Кургускин      | Чемпионат России                            | 1  |
| 2018      | Олег Кургускин      | Чемпионат России                            | 3  |
| 2019      | Олег Кургускин      | Чемпионат России                            | 2  |
| 2020      | Олег Кургускин      | Чемпионат России                            | 2  |
| 2021      | Олег Кургускин      | Чемпионат России                            | 1  |
| 2022      | Олег Кургускин      | Чемпионат России                            | 3  |
| 2023      | Олег Кургускин      | Чемпионат России                            | 1  |
| 2024      | Олег Кургускин      | Чемпионат России                            | 1  |

## Личные достижения гонщиков в чемпионатах страны
Первой медалью гонщиков «Жигулей» стала бронза Бориса Бурляева на личном чемпионате РСФСР в 1968 году — уже на следующий год после создания клуба. А на союзном уровне первую медаль Тольятти принес Николай Дубровин — бронза личного чемпионата СССР 1973.
1990-е и 2000-е стали годами расцвета команды. С 1994 по 2005 тольяттинские гонщики 8 раз выиграли личный чемпионат страны (причем 7 из них — подряд: с 1999 по 2005) — 4 раза Олег Кургускин, дважды Сергей Даркин и по одному разу Роман Поважный и Евгений Гомозов.
В 1994 и 2002 все места на пьедестале почёта в ЛЧР заняли тольяттинцы.
В 2011 Артём Лагута вернул золото ЛЧР в Тольятти.
В 2017, 2018 и 2019 золото ЛЧР для Тольятти выиграл Андрей Кудряшов.
| Соревнование                                           | Золотые медали | Золотые медали                                                                                       | Серебряные медали | Серебряные медали                              | Бронзовые медали | Бронзовые медали                                                             |
| Соревнование                                           | Сумма          | Годы                                                                                                 | Сумма             | Годы                                           | Сумма            | Годы                                                                         |
| Командный чемпионат СССР                               |                | | 1                 | 1986                                           | 1                | 1975                                                                         |
| Личный чемпионат СССР                                  |                | |                   |                                                | 1                | 1973                                                                         |
| Личный чемпионат СССР среди юниоров                    | 2              | 1975, 1977                                                                                           | 1                 | 1986                                           | 2                | 1982, 1986                                                                   |
| Личный чемпионат РСФСР/России                          | 12             | 1994, 1999, 2000, 2001, 2002, 2003, 2004, 2005, 2011, 2017, 2018, 2019                               | 7                 | 1994, 1996, 1999, 2002, 2008, 2011, 2017       | 13               | 1968, 1995, 1996, 1997, 1999, 2001, 2002, 2003, 2004, 2006, 2012, 2014, 2017 |
| Личный чемпионат РСФСР/России среди юниоров до 21 года | 8              | 1994, 1997, 2005, 2007, 2008, 2016, 2017, 2018,                                                      | 6                 | 1991, 1994, 1996, 1998, 2006, 2007             | 8                | 1994, 1997, 1999, 2002, 2003, 2004, 2013, 2014                               |
| Личный чемпионат России среди юниоров до 19 лет        | 2              | 2015, 2016,                                                                                          | 2                 | 2013, 2018                                     | 7                | 2007, 2010, 2013, 2017, 2019, 2021, 2022                                     |
| Командный чемпионат России                             | 17             | 1994, 1995, 1996, 1998, 2001, 2002, 2003, 2004, 2005, 2006, 2007, 2008, 2013, 2014, 2017, 2021, 2023 | 6                 | 1997, 1999, 2000, 2012, 2019, 2020             | 7                | 2009, 2010, 2011, 2015, 2016, 2018,2022                                      |
| Командный чемпионат России среди юниоров               | 5              | 2005, 2013, 2018, 2019. 2023                                                                         | 8                 | 2004, 2007, 2009, 2011, 2012, 2015, 2017, 2021 | 6                | 2003, 2008, 2010, 2014, 2016, 2020                                           |
| Парный чемпионат России                                | 11             | 1998, 1999, 2000, 2001, 2002, 2004, 2005, 2012, 2017, 2018, 2022                                     | 7                 | 1998, 1999, 2001, 2002, 2003, 2015, 2019       | 9                | 2006, 2007, 2008, 2009, 2010, 2013, 2014, 2018, 2021                         |
| Парный чемпионат России среди юниоров                  | 1              | 2009                                                                                                 | 6                 | 2006, 2010, 2011, 2012, 2013, 2014             | 1                | 2008                                                                         |
| всего медалей: 157                                     | золотых: 58    | золотых: 58                                                                                          | серебряных: 44    | серебряных: 44                                 | бронзовых: 55    | бронзовых: 55                                                                |

## Достижения на международных соревнованиях

### КЧМ
В 1996 году в финале командного чемпионата мира в составе сборной России мега-ладовцы Сергей Даркин и Олег Кургускин совместно с уфимцем Ринатом Марданшиным завоёвывают серебряные медали — впервые с 1975 года. В 2012 году бронзовым призёром Командного Кубка мира стал Артем Лагута.

### КЕЧ
В 1999 году Мега-Лада как чемпион России дебютировала в Кубке европейских чемпионов, заняв там 3 место. С тех пор каждое участие Мега-Лады в данном турнире заканчивалось призовым местом: 2002 и 2003 — первое место, 2004 — второе, 2005 — вновь первое (финал проходил на родном треке), 2006 — вновь второе, 2007- третье, 2008 — в четвёртый раз первое.
Обладателями Кубка в составе Мега-лады становились: Роман Поважный, Олег Кургускин, Сергей Даркин, Роман Иванов, Даниил Иванов, Эмиль Сайфутдинов, в качестве легионеров также Джейсон Крамп (Австралия), Райан Салливан (Австралия), Ли Адамс (Австралия), Руне Холта (Польша), Андреас Йонссон (Швеция), Ли Ричардссон (Великобритания) и Ники Педерсен (Дания).

### ЛЧМЮ
В 2007 воспитанник молодой гонщик Мега-Лады Эмиль Сайфутдинов выиграл Личный чемпионат мира по спидвею среди юниоров, а в 2008 повторил своё достижение, став первым в истории гонщиком, кому удалось дважды выиграть это соревнование.
Ввиду своих выдающихся достижений, Эмилю была предоставлена «дикая карта» на участие в сезоне Гран-При 2009 — самом престижном спидвейном соревновании в мире — в качестве постоянного гонщика, что также явилось уникальным достижением российского спидвея. К сожалению, в 2009 Эмиль Сайфутдинов покинул Мега-Ладу.

### ЛЧЕЮ, КЧЕЮ, КЧМЮ
В 2011 году 18-летнему юниору клуба Виталию Белоусову удалось завоевать бронзовую медаль Личного чемпионата Европы по спидвею среди юниоров, проходившего в Любляне, Словения. Виталий набрал 12 очков из 15 и в дополнительном заезде за 2-4 места уступил датчанину Микаэлю Енсену, но опередил Шимона Возняка из Польши, став обладателем 3 места. В том же сезоне Виталий в составе сборной России стал победителем Командного чемпионата Европы среди юниоров. 3 сентября 2011 года юниорская сборная России, в которой выступали гонщики «Мега-Лады» Виталий Белоусов и Артём Лагута, уверенно победила теперь уже в Командном чемпионате мира.

### ПЧЕ
В 2014 и 2015 гг. тольяттинский гонщик Виталий Белоусов становился соответственно бронзовым и серебряным призёром Чемпионата Европы среди пар.

## Тренеры
- Петров Юрий Павлович — 1967 год
- Пономарёв Михаил Петрович — 1968—1971 года
- Бурляев Борис Михайлович — 1972—1982
- В 1982—1985 гг. тренера в команде нет, его обязанности совмещает начальник клуба И. В. Кропачёв
- А. Бондаренко, заслуженный мастер спорта, 1986—1989; тренером молодёжного клуба становится С. Засыпалов
- Иван Сибирев (ранее гонщик команды) — 1989 год
- Игорь Дмитриев — 1990—2002
- Олег Кургускин — 2003 — наст. вр.

## Мега-Лада в спидвее на льду
Давние традиции имеет и тольяттинская команда, выступающая в ледовом спидвее. После прихода в 1972 мастера ледового спидвея Анатолий Бондаренко в Тольятти была создана команда, ставшая бронзовым призёром командного чемпионата СССР уже в 1976. Чемпионом страны команда становилась в 1979 и 1982 гг. Сам Бондаренко установил выдающийся результат — в 1979 собрал всё золото чемпионатов РСФСР, СССР и мира (причём и в личном, и в командном зачётах).
Однако позже ледовый спидвей в Тольятти зачах и был возрожден лишь в сезоне 2007—2008. В «Мега-Ладу» перешли известные гонщики из Каменск-Уральского братья Даниил и Иван Ивановы и братья Дмитрий и Виталий Хомицевичи. В итоге уже на первый год своего существования Мега-Лада выиграла Первую лигу и перебралась в Суперлигу, а Виталий Хомицевич стал чемпионом России в личном зачёте.
В сезоне 2009—2010 Мега-Лада впервые стала чемпионом России; в 2010/11, 2011/12, 2012/13. 2015/16 гг. успех был повторен, в 2016/17 г. стал серебряным призёром в Командном чемпионате России по спидвею на льду. В 2013 г. гонщик Мега-Лады Даниил Иванов стал чемпионом мира в личном зачёте.

### Состав ледовой команды
- Главный тренер: Иванов, Валерий Леонидович (до 2021 года) 
Олег Кургускин (с 2021 года)
- Тренер: Иванов, Иван Валерьевич
- Даниил Иванов
- Игорь Кононов
- Никита Толокнов
- Вадим Свинухов
- Евгений Сайдуллин
- Михаил Литвинов
- Игорь Сайдуллин
- Александр Козырев

## Прочее
С декабря 2009 года клуб реализовывает благотворительную программу «Мега-Лада детям»: взято шефство над рядом школ-интернатов, детских домов, приютов Тольятти. В ходе реализации программы клуб оказывает материальную поддержку данным организациям, организовывает бесплатные посещения детьми гонок и катка на стадионе «Строитель», проводит встречи гонщиков с воспитанниками.
3 февраля 2011 года на базе спортивного клуба «Мега-Лада» было создано местное отделение ДОСААФ России. Его председателем стал директор ТГОО СК «Мега-Лада» Дмитрий Романов.